# Nerida Gregory
Pour les articles homonymes, voir Gregory.
Ne pas confondre avec Lise Gregory
Nerida Gregory (née le 13 mai 1956) est une joueuse de tennis australienne, professionnelle dans la seconde moitié des années 1970 et jusqu'en 1984.

## Biographie
Elle a notamment atteint la finale de l'Open du Japon en 1980.

## Palmarès

### Titre en simple dames
Aucun

### Finales en simple dames
| No | Date       | Nom et lieu du tournoi                   | Catégorie | Dotation | Surface      | Vainqueure         | Score          |          |
| -- | ---------- | ---------------------------------------- | --------- | -------- | ------------ | ------------------ | -------------- | -------- |
| 1  | 08-12-1975 | Queensland State Open, Brisbane          |           | NC       | Gazon (ext.) | Nina Bohm          | 6-1, 6-1       |          |
| 2  | 30-11-1976 | South Australian Championships, Adélaïde |           | NC       | Gazon (ext.) | Chris O'Neil       | 3-6, 6-4, 6-0. | Parcours |
| 3  | 20-10-1980 | Hit-Union Japan Open, Tokyo              |           | 50 000 $ | Dur (ext.)   | Mariana Simionescu | 6-4, 6-4       | Parcours |

### Titre en double dames
| No | Date       | Nom et lieu du tournoi                  | Catégorie | Surface      | Partenaire     | Finalistes                   | Score    |          |
| -- | ---------- | --------------------------------------- | --------- | ------------ | -------------- | ---------------------------- | -------- | -------- |
| 1  | 30-11-1976 | South Australian Championships Adélaïde |           | Gazon (ext.) | Rosalyn McCann | Elizabeth Little Keryn Pratt | 6-3, 6-2 | Parcours |

### Finales en double dames
| No | Date       | Nom et lieu du tournoi         | Catégorie | Dotation | Surface      | Vainqueures                   | Partenaire      | Score         |          |
| -- | ---------- | ------------------------------ | --------- | -------- | ------------ | ----------------------------- | --------------- | ------------- | -------- |
| 1  | 05-12-1977 | Queensland State Open Brisbane |           | NC       | Gazon (ext.) | Helen Anliot Regina Maršíková | Naoko Sato      | 6-3, 3-1, ab. | Parcours |
| 2  | 13-10-1980 | Borden Classic Nagoya          |           | 50 000 $ | Terre (ext.) | Lindsay Morse Jean Nachand    | Marie Neumanova | 6-3, 6-1      | Parcours |
| 3  | 20-10-1980 | Hit-Union Japan Open Tokyo     |           | 50 000 $ | Dur (ext.)   | Dana Gilbert Peanut Louie     | Marie Neumanova | 7-5, 7-6      | Parcours |

## Parcours en Grand Chelem

### En simple dames
| Année | Open d'Australie (janvier) | Open d'Australie (janvier) | Internationaux de France | Internationaux de France | Wimbledon       | Wimbledon       | US Open         | US Open        | Open d'Australie (décembre) | Open d'Australie (décembre) |
| ----- | -------------------------- | -------------------------- | ------------------------ | ------------------------ | --------------- | --------------- | --------------- | -------------- | --------------------------- | --------------------------- |
| 1974  | 1er tour (1/32)            | Julie Heldman              | -                        | -                        | 2e tour (1/32)  | Winnie Shaw     | -               | -              | n/a                         | n/a                         |
| 1975  | 3e tour (1/8)              | M. Navrátilová             | -                        | -                        | -               | -               | -               | -              | n/a                         | n/a                         |
| 1976  | 1er tour (1/16)            | Michèle Gurdal             | 1er tour (1/32)          | Sue Barker               | -               | -               | -               | -              | n/a                         | n/a                         |
| 1977  | 2e tour (1/8)              | Karen Krantzcke            | -                        | -                        | -               | -               | -               | -              | 2e tour (1/8)               | Sue Barker                  |
| 1978  | n/a                        | n/a                        | 1er tour (1/32)          | Renáta Tomanová          | -               | -               | -               | -              | 2e tour (1/8)               | Renáta Tomanová             |
| 1979  | n/a                        | n/a                        | -                        | -                        | -               | -               | -               | -              | 1er tour (1/16)             | Renáta Tomanová             |
| 1980  | n/a                        | n/a                        | -                        | -                        | 2e tour (1/32)  | Tracy Austin    | -               | -              | 1er tour (1/32)             | Lele Forood                 |
| 1981  | n/a                        | n/a                        | 1er tour (1/64)          | Kim Jones                | 1er tour (1/64) | Andrea Jaeger   | 1er tour (1/64) | M. Navrátilová | 1er tour (1/32)             | Mima Jaušovec               |
| 1983  | n/a                        | n/a                        | -                        | -                        | 1er tour (1/64) | Jennifer Mundel | -               | -              | -                           | -                           |

À droite du résultat, l’ultime adversaire.

### En double dames
| Année | Open d'Australie (janvier) | Open d'Australie (janvier) | Internationaux de France     | Internationaux de France   | Wimbledon                     | Wimbledon                  | US Open                      | US Open                  | Open d'Australie (décembre) | Open d'Australie (décembre) |
| ----- | -------------------------- | -------------------------- | ---------------------------- | -------------------------- | ----------------------------- | -------------------------- | ---------------------------- | ------------------------ | --------------------------- | --------------------------- |
| 1974  | -                          | -                          | -                            | -                          | 3e tour (1/8) Diane Evers     | Helen Gourlay K. Krantzcke | -                            | -                        | n/a                         | n/a                         |
| 1975  | 2e tour (1/8) Diane Evers  | Lesley Turner Judy Tegart  | -                            | -                          | -                             | -                          | -                            | -                        | n/a                         | n/a                         |
| 1976  | 2e tour (1/8) J. Hanrahan  | E. Goolagong Helen Gourlay | -                            | -                          | -                             | -                          | -                            | -                        | n/a                         | n/a                         |
| 1977  | 1/4 de finale Jan Wilton   | Kym Ruddell Janet Young    | -                            | -                          | -                             | -                          | 2e tour (1/16) C. Thomas     | L. Charles Sue Mappin    | 1/4 de finale Jan Wilton    | P. Bostrom Kym Ruddell      |
| 1978  | n/a                        | n/a                        | 2e tour (1/8) R. Tomanová    | Chris O'Neil Pam Whytcross | 1er tour (1/32) M. Neumanova  | R. Maršíková Elly Appel    | 1er tour (1/32) Amanda Tobin | Lele Forood R. Giscafré  | 1er tour (1/8) Kaye Hallam  | C. Matison S. Simmonds      |
| 1979  | n/a                        | n/a                        | 1er tour (1/16) Naoko Sato   | Rayni Fox Paula Smith      | 1er tour (1/32) M. Neumanova  | Kay McDaniel Nancy Yeargin | -                            | -                        | 1er tour (1/8) M. Gurdal    | C. Sieler Sharon Walsh      |
| 1980  | n/a                        | n/a                        | -                            | -                          | -                             | -                          | -                            | -                        | 1er tour (1/16) B. Remilton | Linda Cassell E. Sayers     |
| 1981  | n/a                        | n/a                        | 3e tour (1/8) M. Neumanova   | Chris Evert V. Ruzici      | 2e tour (1/16) M. Neumanova   | Kathy Jordan Anne Smith    | 1er tour (1/32) M. Neumanova | Chris Newton B. Remilton | 1er tour (1/16) Carol Lynn  | B. Potter Sharon Walsh      |
| 1982  | n/a                        | n/a                        | 1er tour (1/32) Anne Minter  | Andrea Leand A. Temesvári  | 1er tour (1/32) Kim Steinmetz | Elise Burgin A. Moulton    | -                            | -                        | -                           | -                           |
| 1983  | n/a                        | n/a                        | 1er tour (1/32) Dana Gilbert | Rosie Casals W. Turnbull   | 1er tour (1/32) T. Mochizuki  | Sherry Acker Lele Forood   | 1er tour (1/32) J. Goodling  | Rosie Casals W. Turnbull | 2e tour (1/8) B. Randall    | Ilana Kloss H. Ludloff      |
| 1984  | n/a                        | n/a                        | 1er tour (1/32) Rina Einy    | M. Maleeva Lucia Romanov   | 1er tour (1/32) Shawn Foltz   | C. Jolissaint M. Mesker    | -                            | -                        | -                           | -                           |

Sous le résultat, la partenaire ; à droite, l’ultime équipe adverse.

### En double mixte
| Année | Open d'Australie (janvier), | Open d'Australie (janvier), | Internationaux de France | Internationaux de France | Wimbledon                     | Wimbledon                  | US Open | US Open | Open d'Australie (décembre), | Open d'Australie (décembre), |
| ----- | --------------------------- | --------------------------- | ------------------------ | ------------------------ | ----------------------------- | -------------------------- | ------- | ------- | ---------------------------- | ---------------------------- |
| 1979  | n/a                         | n/a                         | -                        | -                        | 1er tour (1/32) Dale Collings | Judy Connor J. Smith       | -       | -       | n/a                          | n/a                          |
| 1983  | n/a                         | n/a                         | -                        | -                        | 1er tour (1/32) M. Wayman     | Pam Whytcross C. Johnstone | -       | -       | n/a                          | n/a                          |

Sous le résultat, le partenaire ; à droite, l’ultime équipe adverse.